# Розенфельд, Иосиф Львович
Иосиф Львович Розенфельд (22 августа 1914, Сатанов, Подольская губерния — 31 августа 1981, Москва) — советский физикохимик, доктор химических наук (1952), профессор (1957). Заслуженный деятель науки и техники РСФСР.
Работал в области теоретических и прикладных проблем коррозии и защиты металлов от коррозии. Выполнил цикл работ по теории атмосферной коррозии, в которых впервые предложил ряд прецизионных методов исследований электрохимической кинетики в тонких слоях электролитов. Развил технику коррозионно-электрохимического эксперимента и применения физико-химических методов для решения задач по установлению механизма коррозии и защиты металлов. Розенфельд И. Л. — Член Саксонской АН в Лейпциге (1981), глава отдела противокоррозийной защиты ИФХАНа (1965), руководитель лаборатории коррозии и защиты конструкций Института Физической Химии АН СССР (1954). Член редколлегии журнала «Защита металлов» со дня его основания, заместитель председателя Научного совета по коррозии и защите металлов Государственного комитета Совета Министров СССР по науке и технике и Академии наук СССР, был членом научных советов нескольких институтов.

## Биография
Иосиф Львович родился 22 августа 1914 г. в еврейской семье, в местечке Сатанов (ныне это Городокский район Хмельницкой области, Украина). В 13-летнем возрасте начал трудовую деятельность, сначала работая почтальоном, а затем с 1929 по 1931 гг. секретарем сельсовета. В 1931 г. по комсомольской путевке уехал на строительство Магнитогорского металлургического завода, где работал учеником слесаря, а потом слесарем. В 1934 г. он поступил в Московский институт цветных металлов и золота. Окончил с отличием (диплом инженера — металлурга). В 1939 г., по окончании института, как отличник был оставлен в аспирантуре при кафедре электрохимии и коррозии металлов.В эти годы судьба свела его с Георгием Владимировичем Акимовым, членом-корреспондентом АН СССР, основателем советской, научной школы коррозионистов. К лету 1941 г. у Иосифа Львовича была практически готова кандидатская диссертация и сдан кандидатский минимум. Однако, защитить диссертацию он не успел, уйдя добровольцем на фронт. Он был командиром стрелкового взвода, начальником химической службы стрелковой дивизии. Участвовал в боевых действиях при обороне Москвы, Сталинграда, освобождении Орла, Чернигова, форсировал Днепр. Закончил войну под Варшавой. После окончания войны Иосиф Львович вернулся в Москву и поступил на работу в ИФХАН, в должности старшего научного сотрудника. В январе 1946 г. защитил кандидатскую диссертацию, а через 5 лет — докторскую. В 1947 г. Иосиф Львович женился на Серафиме Евгеньевне Марон, с которой учился в одном институте. В 1954 г. он стал руководителем лаборатории коррозии и защиты конструкций в Институте Физической Химии Академии Наук, в 1965 г. возглавил отдел противокоррозийной защиты ИФХАНа. Иосиф Львович проработал в Институте Физической Химии Академии Наук СССР 35 лет.
Умер 31 августа 1981 г., похоронен на Кунцевском кладбище г. Москвы.

## Сочинения
Автор 8 монографий, более 300 научных статей и почти 70 авторских свидетельств и патентов на изобретения. Его труды переведены на английский, немецкий, китайский, японский и венгерские языки.
1. Розенфельд И. Л. Атмосферная коррозия металлов. — Москва: Издательство АН СССР, 1960. −347 с.
2. Розенфельд И. Л., Жигалова К. А. Ускоренные методы коррозионных испытаний металлов. — Москва: Металлургия, 1966. −347 с.
3. Розенфельд И. Л. Коррозия и защита металлов.- Москва: Металлургия,1969. −448с.
4. Розенфельд И. Л. Коррозия и защита металлов (локальные коррозионные процессы). — Москва: Металлургия, 1970. −448 с.
5. Розенфельд И. Л. Ингибиторы коррозии.- Москва: Химия, 1977. −350 с.
6. Розенфельд И. Л., Рубинштейн Ф. И. Антикоррозионные грунтовки и ингибированные лакокрасочные покрытия. — Москва: Химия, 1980. −200 с.
7. Розенфельд И. Л., Персианцева В. П. Ингибиторы атмосферной коррозии. — Москва: Наука, 1985. −278 с.
8. Розенфельд И. Л., Рубинштейн Ф. И., Жигалова К. А. Защита металлов от коррозии лакокрасочными покрытиями. — Москва: Химия, 1987. −222 с.